# Chrysosplenium ovalifolium
Chrysosplenium ovalifolium är en stenbräckeväxtart som beskrevs av Friedrich August Marschall von Bieberstein och Carl Friedrich von Ledebour. Chrysosplenium ovalifolium ingår i släktet gullpudror, och familjen stenbräckeväxter. Inga underarter finns listade i Catalogue of Life.